# Galgenhaus

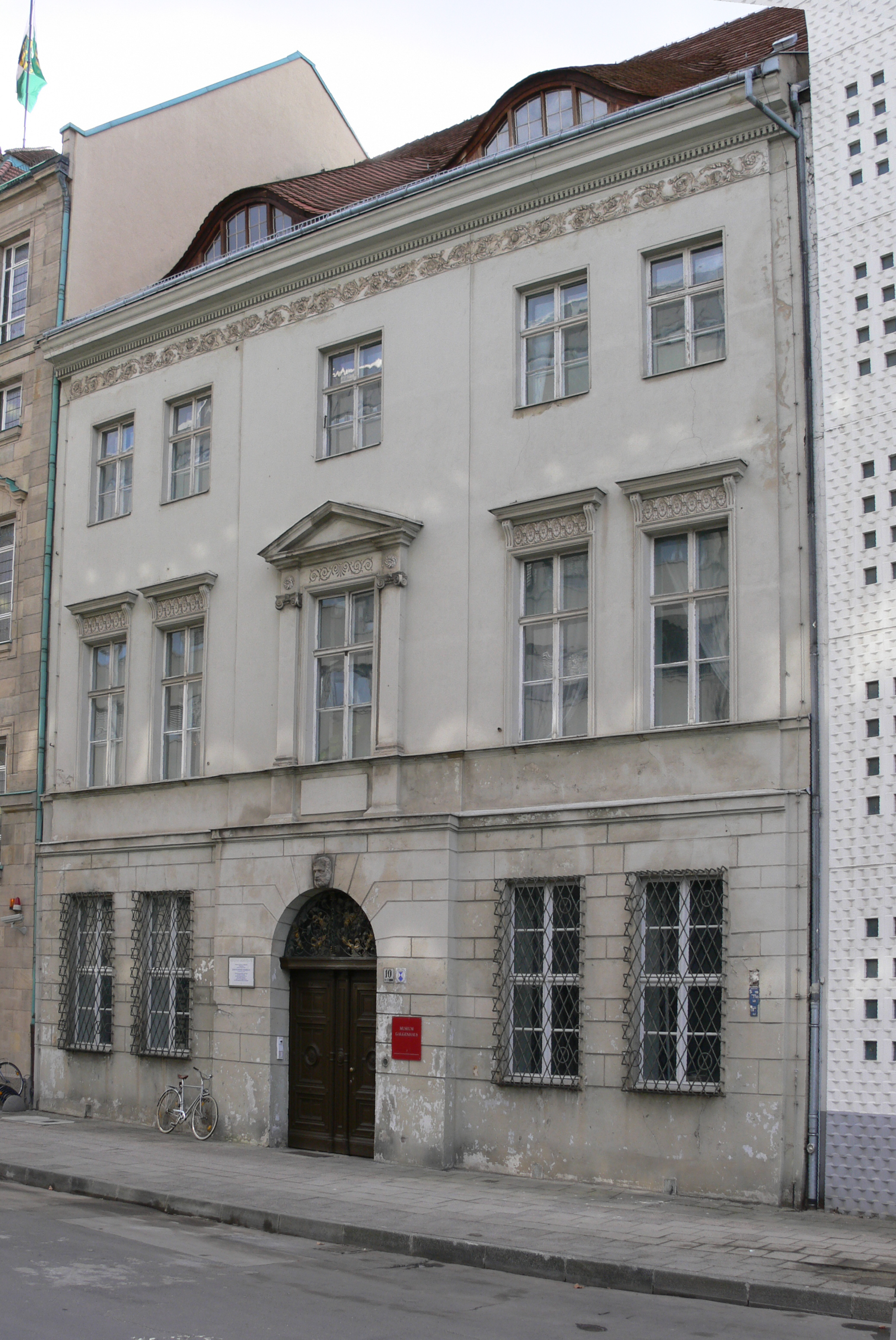
Das Galgenhaus in der Brüderstraße in Berlin-Mitte

Das Galgenhaus, auch Palais Happe genannt, Brüderstraße 10 im Berliner Ortsteil Mitte, gehört – wie das Nicolaihaus zwei Häuser weiter – zu den wenigen erhalten gebliebenen Alt-Berliner Bürgerhäusern, deren Ursprung im 17. Jahrhundert liegt und die unter Denkmalschutz stehen. Fertiggestellt wurde das Wohn- und Amtsgebäude im Jahr 1688. Bauherr und erster Bewohner des Hauses war vermutlich der Kammerrat Wilhelm Heinrich von Happe (1625–1700, 1695 geadelt). Auch Heinrich Philipp von Happe wird als Bauherr genannt.

## Geschichte

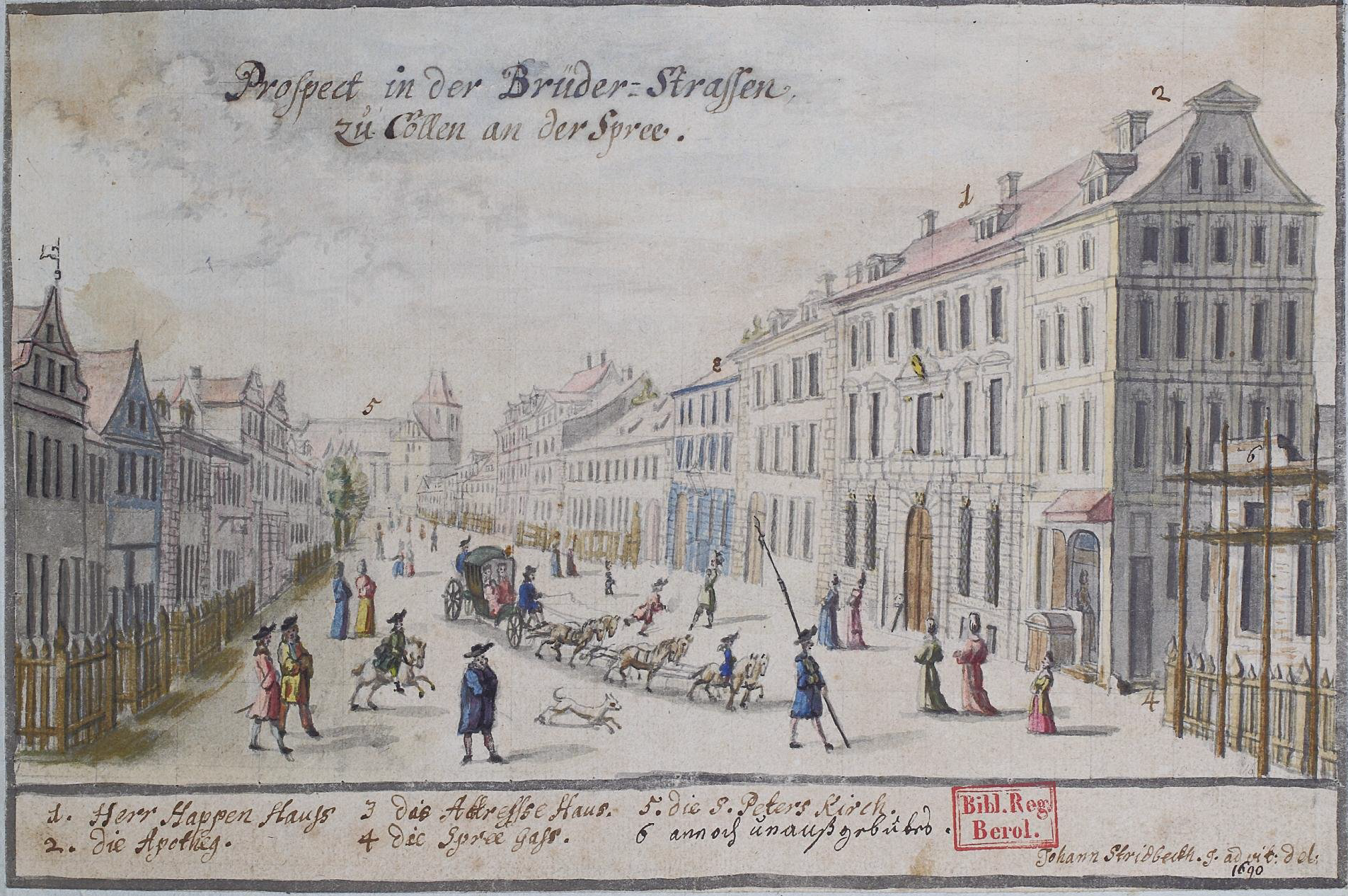
Das Happesche Haus in der Brüderstraße, 1690

Nach der Legende wurde im Jahr 1735 vor dem Galgenhaus eine Dienstmagd wegen des Diebstahls eines silbernen Löffels öffentlich gehängt. Die Hausdiebstähle in Berlin hatten derart zugenommen, dass der König den harten Befehl gab, den ersten, der sich wieder dieses Vergehens schuldig machen würde, ohne Weiteres vor dem Hause, in dem er den Diebstahl begangen hatte, am Galgen aufzuhängen. Nach ihrem Tod soll sich ihre Unschuld herausgestellt haben, als eine Ziege den Löffel zurückbrachte. Fortan wurde das Haus spottweise „Galgenhaus“ genannt.
Beim Galgenhaus handelt sich um einen fünfachsigen dreigeschossigen Bau, dessen Fassade verputzt ist und die 1805 im klassizistischen Stil umgestaltet wurde. Aus der ersten Bauzeit im Barock stammt die hölzerne Treppenanlage, eine der wenigen erhaltenen in Berlin. Die symmetrische Bauweise wird durch ein rundbogiges Durchfahrtsportal betont.
Sehenswert ist die weiße Stuckdecke in einem der Erdgeschossräume; sie wird von einem Tonnenbogen mit Stichkappen gebildet und ist reich mit Putten und Blumenranken sowie einem Plafondgemälde geschmückt. Die im Zweiten Weltkrieg stark beschädigte Fassade wurde 1963/1964 wiederhergestellt und in den Jahren 1982–1984 restauriert. 
Von 1737 bis 1945 diente das Haus als Propstei der (heute nicht mehr vorhandenen) Pfarrkirche Köllns, der Petrikirche. Ein prominenter Bewohner des Hauses war der evangelische Geistliche und Gelehrte Johann Peter Süßmilch. Er war Propst an der Petrikirche und wurde durch sein wissenschaftliches Hauptwerk zum Wegbereiter der Statistik in Deutschland. Eine Berliner Gedenktafel an der Fassade erinnert an ihn. Von 1876 bis 1906 lebte in diesem Haus der Theologe, Kirchenpolitiker und Propst zu St. Petri Hermann Freiherr von der Goltz.
Bis 2011 war im Galgenhaus die Fotografische Sammlung des Stadtmuseums zur Berliner Topographie mit zeitlichem Schwerpunkt von 1880 bis 1910 sowie die Dokumentensammlung untergebracht. 
Im Jahr 2012 erwarb die 1986 in Köln gegründete Kewenig Galerie das Gebäude. Nach einer denkmalgetreuen Renovierung hat die Galerie im Palais Happe seit September 2013 ihr Ausstellungsprogramm, das sich der Konzeptkunst, dem Minimalismus und der Arte Povera widmet, wieder aufgenommen. Zukünftig soll zusätzlich ein Teil des Archivs des französischen Künstlers Christian Boltanski hier eine langfristige Unterkunft finden.